# Villa del Quar
Villa Perez, Bertani, Montresor, nota comunemente come villa del Quar, dalla località in cui sorge, è una villa veneta situata a Pedemonte di San Pietro in Cariano, in provincia di Verona.
È costituita da più corpi di fabbrica disposti ad U intorno ad un ampio giardino: la casa padronale secentesca, con facciata principale esposta a sud, le ali est e ovest di epoca cinquecentesca e un oratorio della metà del Settecento.

## Storia

### La villa veneta

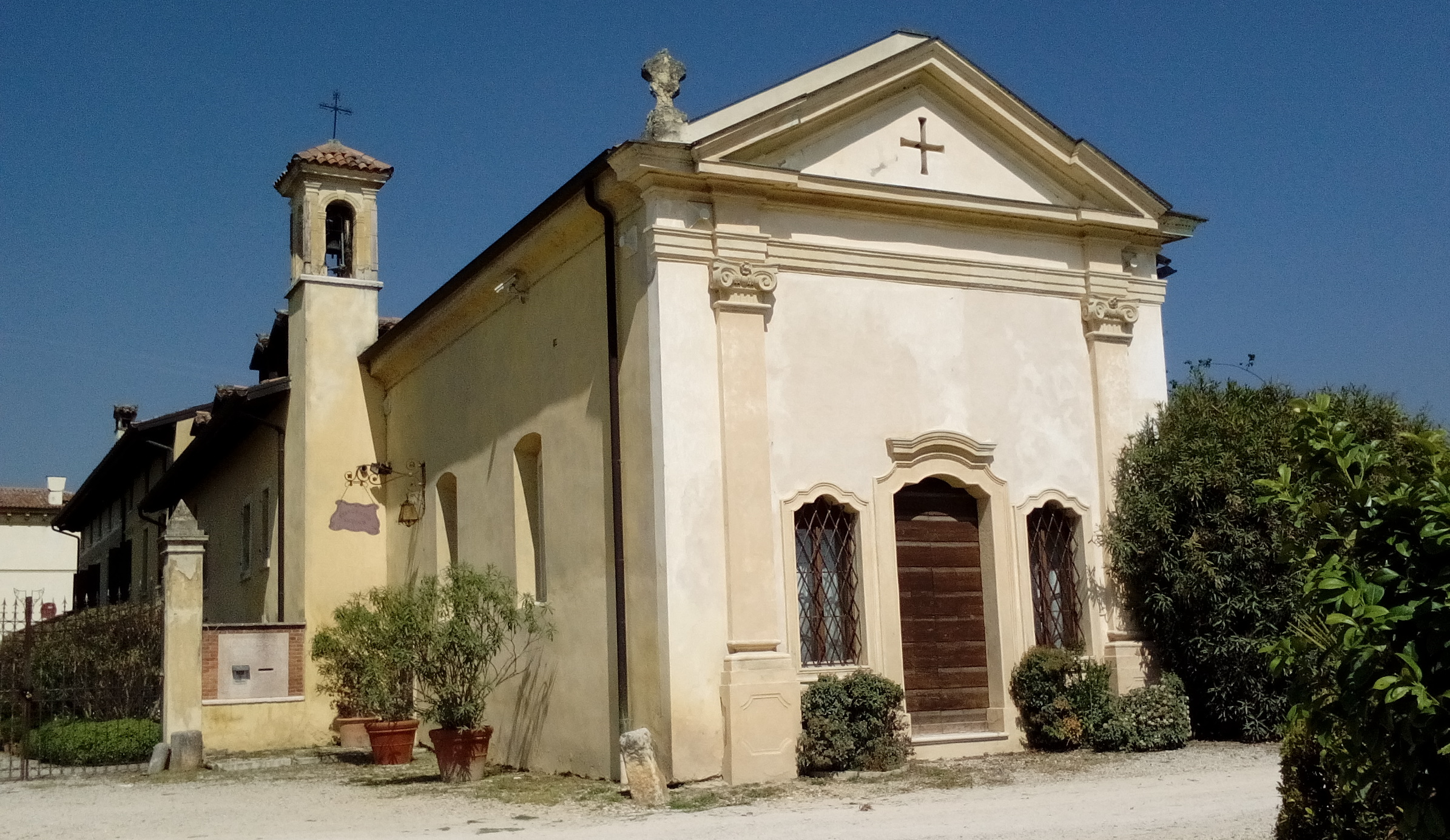
L'oratorio seicentesco

Nel 1539 vennero realizzati secondo l'architettura attualmente presenti le due ali ad est ed ovest che presentano tipiche soluzioni architettoniche locali dell'epoca: (ala ovest) pilastri e lesene in tufo sormontati da cornice dello stesso materiale; due portali di accesso bugnati presenti a livello terreno dell'ala est e notevoli fregi di sottogronda a graffito riportanti chiari simboli di protezione della casa. Il primo rappresentato da Minerva sotto le spoglie di un guerriero con lancia e scudo, il secondo rappresentato da un'egida con testa della Gorgona. Putti danzanti, satiri e mascheroni completano la bucolica immagine dei fregi di sottogronda. Le antiche mura del fondo vengono sopraelevate nel 1500 e costituiscono da allora il “brolo”, quella parte della proprietà cinta da mura che serviva per la produzione di frutta e ortaggi per la famiglia che abitava nel Palazzo. Nel settecento al complesso viene aggiunto un oratorio.

### La seconda guerra d'indipendenza
Verso la fine del 1859 vennero combattute le famose battaglie tra l'esercito austriaco e quello franco-sardo, Villa del Quar per alcuni anni fu sede del comando austriaco.

### Epoca moderna e contemporanea
Agli inizi del XX secolo venne acquistata da Danese, uno dei primi industriali della seta della provincia veronese. Verso la fine del secolo venne restaurata dal nipote adibendola a albergo di lusso